# Torellia
Torellia is een geslacht van weekdieren uit de klasse van de Gastropoda (slakken). 

## Soorten
- Torellia acuta Golikov & Gulbin, 1978
- Torellia angulifera Warén, Arnaud & Cantera, 1986
- Torellia antarctica (Thiele, 1912)
- Torellia cornea Powell, 1951
- Torellia delicata (Philippi, 1844)
- Torellia didyma Bouchet & Warén, 1993
- Torellia exilis (Powell, 1958)
- Torellia insignis (E. A. Smith, 1915)
- Torellia lanata Warén, Arnaud & Cantera, 1986
- Torellia mirabilis (E. A. Smith, 1907)
- Torellia pacifica Okutani, 1980
- Torellia planispira (E. A. Smith, 1915)
- Torellia smithi Warén, Arnaud & Cantera, 1986
- Torellia vallonia Dall, 1919